# Alternaria kikuchiana
Alternaria kikuchiana är en svampart som beskrevs av S. Tanaka 1933. Alternaria kikuchiana ingår i släktet Alternaria och familjen Pleosporaceae.   Inga underarter finns listade i Catalogue of Life.